# Dot.
Dot. és una sèrie de dibuixos animats basada en el llibre de Randi Zuckerberg. La sèrie va debutar al canal canadenc CBC Kids el 6 de setembre de 2016. La sèrie es va estrenar posteriorment a Universal Kids (aleshores coneguda com Sprout) als Estats Units el 22 d'octubre de 2016. També es mostra a Tiny Pop al Regne Unit des del 2017. El gener de 2018, Dot. es va renovar per a una segona temporada, que es va estrenar el 6 d'octubre de 2018. L'11 de febrer de 2023 es van estrenar les dues primeres temporades doblades al català al canal SX3.